# Henryk Wojnarowski
Henryk Wojnarowski (* 16. Januar 1932) ist ein polnischer Dirigent, Chorleiter und Musikpädagoge.
Wojnarowski studierte an der Staatlichen Musikhochschule Warschau Dirigieren bei Stanisław Wisłocki. Von 1960 bis 1978 leitete er den Opernchor am Warschauer Teater Wielki und wirkte hier an mehr als 80 Opernaufführungen mit. Mit dem Chor der Nationalphilharmonie trat er, begleitet von namhaften polnischen und ausländischen Orchestern in Musikzentren Polens und im Ausland (u. a. an der Mailänder Scala 1985, 1990 und 1990, in München, Paris, Rom, Madrid und Jerusalem) auf. Er arbeitete als Chorleiter mit Dirigenten wie Gary Bertini, Sergiu Comissiona, Kazimierz Kord, Jan Krenz, Lorin Maazel, Jerzy Maksymiuk, Zubin Mehta, Seiji Ozawa, Krzysztof Penderecki, Helmuth Rilling, Witold Rowicki, Jerzy Semkow, Giuseppe Sinopoli, Stanisław Skrowaczewski, Leopold Stokowski, Stanisław Wisłocki, Antoni Wit und Bohdan Wodiczko. Außerdem unterrichtete er von 1962 bis 2002 Dirigieren an der Musikhochschule Warschau und leitete von 1978 bis 2016 den Chor der Nationalphilharmonie Warschau.
Sein besonderes Interesse gilt dem Werk Pendereckis. Er nahm an mehreren polnischen Erstaufführungen und Welturaufführungen von dessen Werken teil und wurde für Aufnahmen seiner Kompositionen mehrfach für den Grammy in der Kategorie Best Choral Performance nominiert (1991, 2004, 2005, 2007, 2016), 2008 war er Gewinner des Preises. Eine weitere Grammy-Nominierung brachte ihm 2008 die Aufnahme von Karol Szymanowskis Stabat Mater. Für die erste CD mit Messen Stanisław Moniuszkos erhielt er 2009 den Fryderyk in der Kategorie Chormusik und Oratorien, für die zweite CD 2010 den Goldenen Orpheus der Académie du Disque Lyrique. 2005 erhielt er den Jerzy-Kurczewski-Preis für Chormusik, 2011 wurde er mit der Goldenen Gloria-Artis-Medaille für kulturelle Verdienste ausgezeichnet.